# Santarém (distrikt)

Distriktets läge i Portugal

Santarém är ett distrikt i centrala Portugal med drygt 475 000 invånare. Santarém är distriktshuvudstad.

## Kommuner
Santarém distrikt omfattar 21 kommuner.
- Abrantes
- Alcanena
- Almeirim
- Alpiarça
- Benavente
- Cartaxo
- Chamusca
- Constância
- Coruche
- Entroncamento
- Ferreira do Zêzere
- Golegã
- Mação
- Ourém
- Rio Maior
- Salvaterra de Magos
- Santarém
- Sardoal
- Tomar
- Torres Novas
- Vila Nova da Barquinha